# 朱可久
朱慶餘（？—？），名可久，字慶餘。越州（今浙江紹興）人，唐代詩人。

## 生平
寶曆二年（826年）進士。任校書郎等職。曾作《閨意獻張水部》或作《近試上張水部》（張水部即為張籍，時任水部郎中）作為參加進士考試的通榜，張籍讀後大為讚賞，寫詩回答他說：「越女新裝出鏡心，自知明艷更沉吟。齊紈未足時人貴，一曲菱歌值萬金」，於是朱慶餘聲名大噪。張籍又遍索慶餘新制篇什數通，吟改後，只留二十六章。